# Robert J. Luck
Robert Joshua Luck, né le 17 mars 1979, est un avocat et juriste américain, juge de circuit aux États-Unis à la Cour d'appel des États-Unis pour le onzième circuit et était auparavant juge à la Cour suprême de Floride. Originaire de Miami, il a auparavant été procureur adjoint des États-Unis et juge à la onzième Cour de circuit judiciaire de Floride, puis à la Cour d'appel du troisième district de Floride.

## Cursus
Luck est né le 17 mars 1979 dans une famille juive du sud de Miami, en Floride. Il a grandi à North Miami Beach. Après le lycée, Luck étudie l'économie à l'université de Floride, obtenant en 2000 un baccalauréat ès arts avec la plus haute distinction. Il a travaillé comme correspondant législatif pour les sénateurs américains Paul Coverdell et Jon Kyl de 2000 à 2001, puis a fréquenté le collège de droit Fredric G. Levin de l'université de Floride, où il est rédacteur en chef de l'Examen du droit de la Floride. Il obtient son diplôme en 2004 avec un Juris Doctor magna cum laude et l'adhésion à l'Ordre de la Coif.
Luck a été juriste pour le juge Edward Earl Carnes du onzième circuit de 2004 à 2005. Il passe un an en pratique privée au cabinet d'avocats Greenberg Traurig, puis est retourné dans le cabinet de Carnes pour travailler comme avocat et auxiliaire juridique de 2006 à 2008. En 2008, il retourne à Miami en tant que procureur adjoint des États-Unis pour le Tribunal de district des États-Unis pour le district sud de la Floride.

## Carrière judiciaire

### Service judiciaire de l'État
Il est nommé à la onzième Cour de circuit judiciaire de Floride en juin 2013 par Rick Scott. Il a ensuite été nommé à la Cour d'appel du troisième district de Floride en mars 2017, où il a été juge.
Le 14 janvier 2019, le gouverneur Ron DeSantis choisit Luck pour être juge à la Cour suprême de Floride. Il démissionne du tribunal après avoir été nommé au onzième circuit.

### Service judiciaire fédéral
Le 12 septembre 2019, le président Donald Trump a annoncé son intention de nommer Luck à un siège à la Cour d'appel des États-Unis pour le onzième circuit. Le 15 octobre 2019, sa nomination est envoyée au Sénat. Le président Trump nomme Luck au siège laissé vacant par le juge Gerald Bard Tjoflat, qui avait précédemment annoncé son intention d'assumer le statut de senior à une date à déterminer. Luck est unanimement classé bien qualifié par l'American Bar Association pour le poste d'appel. Le 16 octobre 2019, une audition sur sa nomination a eu lieu devant la commission judiciaire du Sénat. Le 7 novembre 2019, sa nomination est signalée hors du comité par un vote de 16 contre 6. Le 18 novembre 2019, le Sénat invoque la clôture par un vote de 61 à 30. Le 19 novembre 2019, le Sénat a confirmé sa nomination par 64 voix contre 31. Il a reçu sa commission judiciaire le même jour.